# Tadeusz Skwirzyński

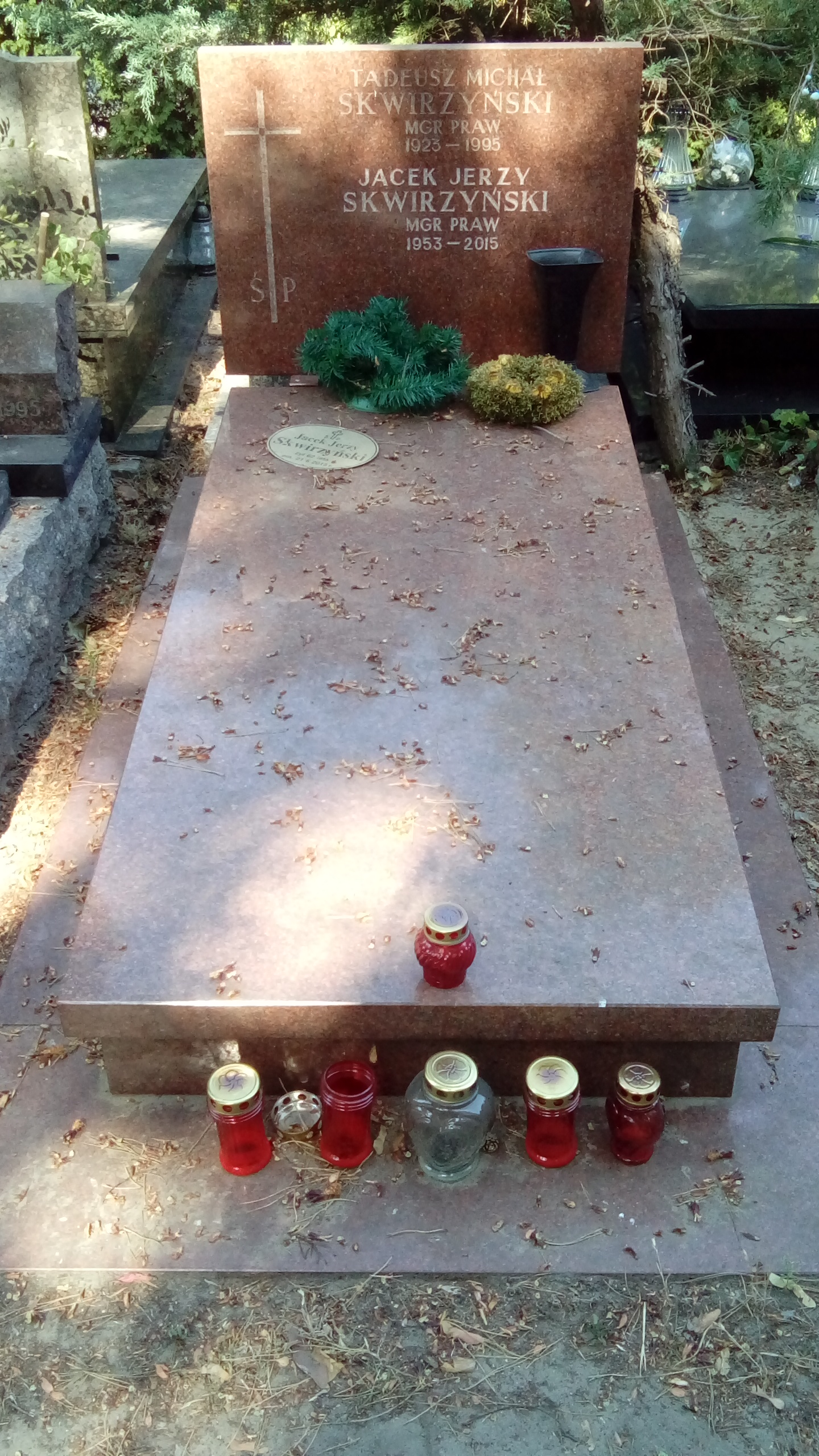
Grób Tadeusza Skwirzyńskiego na Cmentarzu Wojskowym na Powązkach

Tadeusz Michał Skwirzyński (ur. 29 września 1923 w Iwoniczu, zm. 24 marca 1995 w Warszawie) – polski polityk, minister leśnictwa i przemysłu drzewnego (1973–1981), poseł na Sejm PRL VI i VII kadencji.

## Życiorys
Syn Władysława i Władysławy. Podczas okupacji żołnierz Batalionów Chłopskich. Od 1944 do 1945 uczył w gimnazjum w Iwoniczu. W 1948 przystąpił do Stronnictwa Ludowego, a w 1949 wraz z nim do Zjednoczonego Stronnictwa Ludowego. Także w 1949 ukończył prawo na Uniwersytecie Warszawskim. W latach 1948–1953 był kierownikiem działu w Zarządzie Głównym Centrali Rolniczych Spółdzielni „Samopomoc Chłopska”, a następnie (do 1957) pracował w Centralnym Zarządzie Zakładów Zbożowych „PZZ”. Od 1958 do 1967 był dyrektorem Zjednoczenia Przemysłu Paszowego „Bacutil”.
W latach 1967–1969 był podsekretarzem stanu w resorcie przemysłu spożywczego i skupu, a od 1969 do 1971 zastępcą przewodniczącego Komisji Planowania przy Radzie Ministrów. W latach 1969–1984 zasiadał w Naczelnym Komitecie ZSL i jednocześnie w Komisji Planów Gospodarczych NK. Od 1971 do 1973 przewodniczący prezydium Wojewódzkiej Rady Narodowej w Bydgoszczy. W latach 1972–1980 pełnił mandat posła na Sejm PRL VI i VII kadencji. Od 22 listopada 1973 do 12 lutego 1981 był ministrem leśnictwa i przemysłu drzewnego w rządach Piotra Jaroszewicza, Piotra Jaroszewicza i Edwarda Babiucha oraz Edwarda Babiucha, Józefa Pińkowskiego i Wojciecha Jaruzelskiego. Od 21 stycznia 1976 do 14 grudnia 1980 był członkiem prezydium NK ZSL.
Pochowany na Powązkach Wojskowych (kwatera A3 tuje-2-31).

## Odznaczenia
- Krzyż Oficerski Orderu Odrodzenia Polski
- Krzyż Kawalerski Orderu Odrodzenia Polski
- Srebrny Krzyż Zasługi
- Złoty Medal „Za zasługi dla obronności kraju” (1973)[2]